# 岡村定矩
岡村 定矩（おかむら さだのり、1948年3月10日 - ）は、日本の天文学者。法政大学理工学部教授。東京大学名誉教授。高瀬文志郎の弟子で、専門は銀河天文学、観測的宇宙論。
山口県豊浦郡豊浦町（現下関市）出身。

## 略歴
- 1966年3月：山口県立下関西高等学校卒業[3]
- 1970年3月：東京大学理学部天文学科卒業[3]
- 1973年3月：東京大学大学院理学系研究科修士課程天文学専攻修了[3]
- 1976年4月：東大大学院理学系研究科博士課程天文学専攻を単位取得退学し[3]、日本学術振興会奨励研究員となる[3]
- 1977年3月：理学博士号を取得[3]
- 1978年4月：東大東京天文台木曽観測所助手[3]
- 1981年10月：連合王国エジンバラ王立天文台客員研究員[3]
- 1982年7月：帰国[3]
- 1986年9月：東大東京天文台木曽観測所助教授[3]
- 1988年7月：東京天文台が東大から独立し国立天文台となったため東大天文学教育研究センター木曽観測所助教授と国立天文台助教授を併任[3]
- 1989年3月：国立天文台助教授を辞任し、東大助教授に専念[3]
- 1991年4月：東大理学部天文学科教授に就任[3]
- 1993年3月：東大大学院理学系研究科天文学専攻教授となる[3]
- 2003年4月：東大大学院理学系研究科長・理学部長に就任[3]
- 2006年4月：東京大学理事・副学長に就任[3]
- 2012年3月：東京大学を定年退職[3]。岡村研究室は弟子の嶋作一大が引き継ぐ。
- 2012年4月：法政大学理工学部創生科学科教授に就任[3]

## 研究テーマ
- 銀河の定量分類[3]
- 銀河・銀河団の構造と進化[3]
- 宇宙の距離尺度[3]
- 天体画像処理システム[3]

## 著書

### 単著
- 『宇宙の観測I・天体写真測光』（分担執筆 恒星社厚生閣 現代天文学講座11 1981年）
- 『宇宙はどこまでわかったか』（岩波書店 科学ライブラリー）
- 『銀河系と銀河宇宙』（東京大学出版会 ）

### 共著
- 『宇宙のアルバム』（福音館書店 1989年）

### 編著
- 『天文学への招待』（朝倉書店 2001年10月28日）
- 『数学セミナー別冊 宇宙はどこまでわかったか？』（日本評論社 2010年10月20日）

### 共訳書
- 『銀河の発見』（R.ベレンゼン他著 高瀬文志郎との共訳 地人書館 1980年）

### 監訳書
- 『ディープスペース』（コリン・ロナン著 東京書籍 1984年）